# فرنکلین سنتر (نیوجرسی)
فرنکلین سنتر (به انگلیسی: Franklin Center) یک منطقهٔ مسکونی در ایالات متحده آمریکا است که در شهرستان فرنکلین واقع شده‌است. فرنکلین سنتر ۱۷٫۳۰۵ کیلومتر مربع مساحت و ۴٬۴۶۰ نفر جمعیت دارد و ۲۵ متر بالاتر از سطح دریا واقع شده‌است.